# Lumină zodiacală

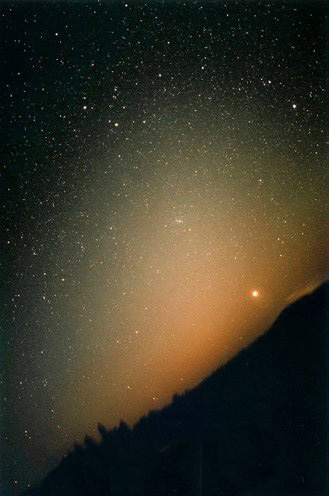
Lumină zodiacală la est, înaintea răsăritului Soarelui

Lumina zodiacală este o porțiune luminoasă a cerului, de formă triunghiulară, care se ridică dinspre orizont după terminarea crepusculului de seară sau înainte de începerea crepusculului de dimineață.
Urmează aproximativ ecliptica și se proiectează pe constelațiile zodiacale, de unde și denumirea sa.
Se poate vedea cel mai bine spre apus în serile lunilor ianuarie, februarie și martie, în nopțile fără lună ale lunilor octombrie, noiembrie și decembrie.
În partea sa interioară, lumina zodiacală se pierde în coroana solară exterioară, intensitatea sa micșorându-se spre zonele externe în lungul eclipticii și poate fi urmărită uneori până în partea opusă Soarelui (lumină antisolară).
La 10-15° deasupra orizontului, lumina zodiacală ajunge la strălucirea Căii Lactee.
Spectrul luminii zodiacale este asemănător celui al luminii solare, acesta fiind produsă prin împrăștierea radiației solare pe particulele de praf interplanetar (de unde și polarizarea sa parțială).
La sfârșitul primăverii, vara (în special) și la începutul toamnei, când Soarele coboară brusc sub orizont, lumina zodiacală nu poate fi deosebită de crepusculul de lungă durată.

## Principiu
Lumina zodiacală este produsă de reflectarea luminii solare de către particulele de praf din mediul interplanetar prezent în Sistemul Solar. Materialele care o provoacă sunt în esență grăunțe de materie ejectate de cozile cometelor din familia Jupiter (85%) și nu praf de asteroizi, așa cum s-a crezut multă vreme. Asteroizii contribuie cu doar 5% la fenomen, iar cometele din norul Oort cu 10%. Aceste particule de praf sunt distribuite într-un volum în formă de lentilă centrat pe Soare și care se extinde mult dincolo de orbita Pământului: norul zodiacal. Deoarece majoritatea acestor particule sunt situate în apropierea planului eclipticii, lumina zodiacală pare să provină în principal de acolo.

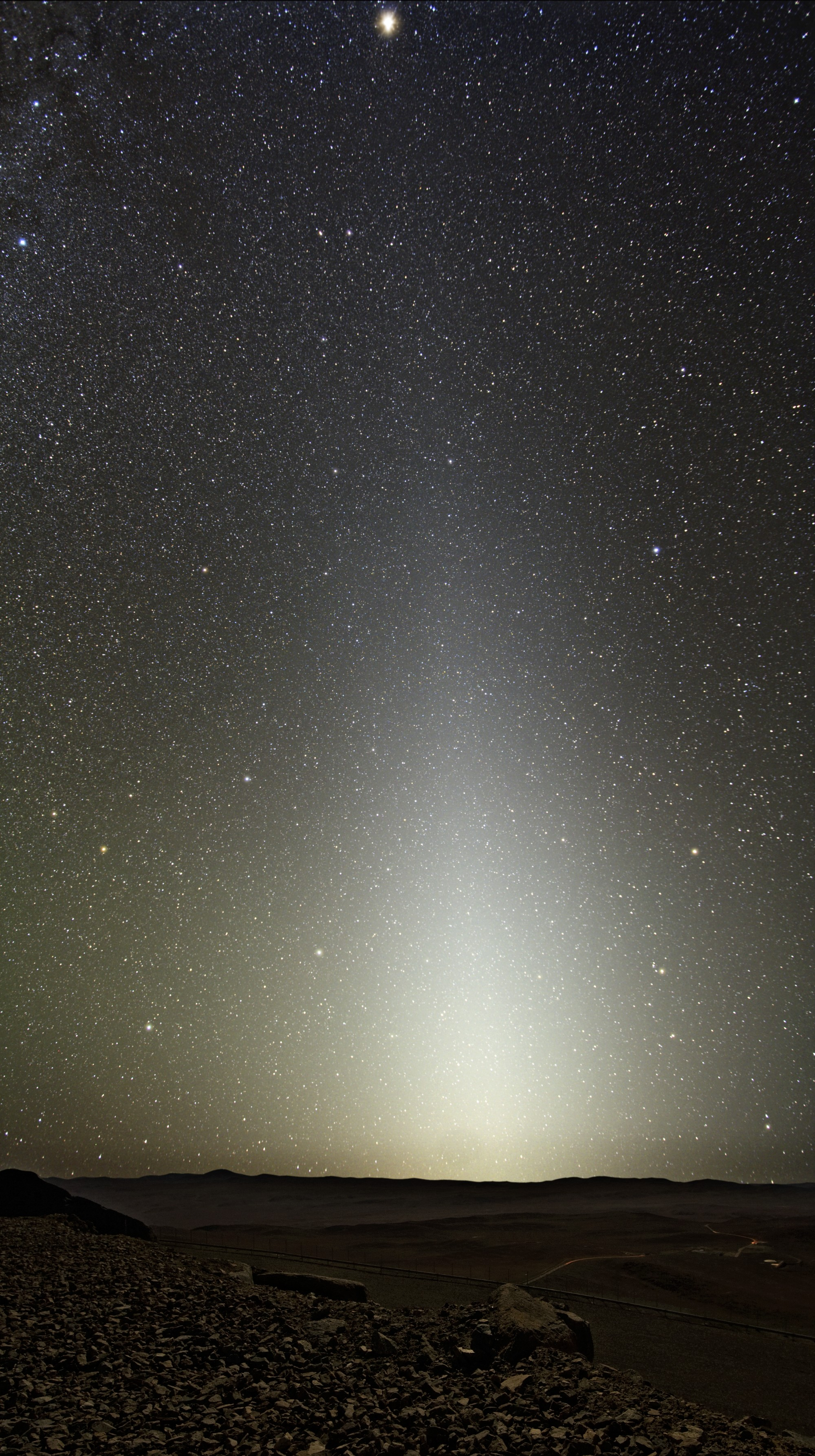
Lumina zodiacală observată de la Observatorul Cerro Paranal, în Chile.

## Observare
Lumina zodiacală este foarte slabă și este complet mascată de lumina Lunii sau de orice poluare luminoasă. La latitudini nordice medii, se observă cel mai bine spre vest primăvara, după amurg, sau spre est toamna, chiar înainte de răsăritul Soarelui.
Lumina zodiacală scade în luminozitate odată cu distanța față de Soare, dar în unele nopți foarte întunecate, o bandă continuă cu o lățime de 5 până la 10 grade poate fi observată de-a lungul eclipticii, cunoscută sub numele de bandă zodiacală. De fapt, lumina zodiacală acoperă întregul cer și este sursa a 60% din luminozitatea unei nopți fără lună. În contrast cu lumina zodiacală, este posibil să se observe o strălucire ovală foarte slabă, cunoscută sub numele de Gegenschein.
Încă din secolul al XIX-lea, cercetătorii, printre care Svante August Arrhenius, și-au imaginat că această lumină ar putea furniza informații despre natura particulelor prezente în spațiul în care este vizibilă.